# Microsoft Campus Agreement
Microsoft Campus Agreement of MSCA was een programma dat bedoeld is om studenten, docenten, faculteiten en medewerkers van geselecteerde universiteiten forse kortingen te geven op Microsoft-producten. Elk softwarepakket dat verkrijgbaar is onder de MSCA kan maar één keer gekocht worden. Ook na het afstuderen, kunnen studenten meestal eeuwigdurende licenties krijgen voor de aangeschafte software.
Software verkocht onder MSCA-licenties bevatten Windows XP Professional, versies van Microsoft Office en het Visual Studio .NET-softwarepakket voor ontwikkelaars. Windows XP Professional dat onder MSCA-licentie is gekocht en een bestaande Windows-licentie heeft, ook Office-producten installeren op hooguit twee computers.
Voor 2003 was software met een MSCA-licentie te onderscheiden van non-MSCA-licentiesoftware omdat de cd's niet holografisch waren, geen activatie behoeften (voor de producten die normaliter wel activatie behoeften) en, in sommige gevallen, geen geldige licentiesleutel nodig hadden.
Recenter werd het Microsoft Campus Agreement vervangen door het Microsoft Enrollment for Education Solutions.

## Deelnemende universiteiten
- Ball State University[1]
- California State University[2]
- Community Colleges of Spokane[3]
- DeVry University[4]
- Hong Kong University of Science and Technology
- Iowa State University[5]
- KU Leuven
- Lancaster University[6]
- Life Pacific College
- Massachusetts Institute of Technology[7]
- Technisch-natuurwetenschappelijke Universiteit van Noorwegen[8]
- State University of New York in Morrisville
- Oklahoma State University[9]
- Purdue-universiteit[10]
- Texas A & M-universiteit[11]
- Texas Tech University[12]
- University of Calgary
- Universiteit van Chicago
- Universiteit van Florida[13]
- University of Houston[14]
- University of Iowa
- Universiteit van Leeds[15]
- Universiteit van Texas in Austin[16]
- Universiteit Twente
- Worcester Polytechnic Institute[17]
- University of Westminster
- Onafhankelijke Hogescholen en Universiteiten van Texas (ICUT), dat ongeveer veertig instellingen in Texas voor hoger onderwijs representeert, ging begin 2000 een jaarlijkse Consortium Campus-overeenkomst aan om alle aangesloten instellingen te voorzien van MSCA-toegang.[18] ICUT vertegenwoordigt meer dan 85.000 voltijdsstudenten en bijna 30.000 deeltijdstudenten.[19] Sommige leden worden hieronder genoemd:
  - Abilene Christian University
  - Baylor University
  - Beijing Jiaotong University[20]
  - Dallas Baptist University
  - Hardin-Simmons University
  - McMurry University
  - Rice University
  - Shandong University[20]
  - Southern Methodist University
  - Texas Christian University
  - University of Dallas